# دبیره جیرفت

تصویری بازسازی‌شده از بخشی از دبیرهٔ جیرفت

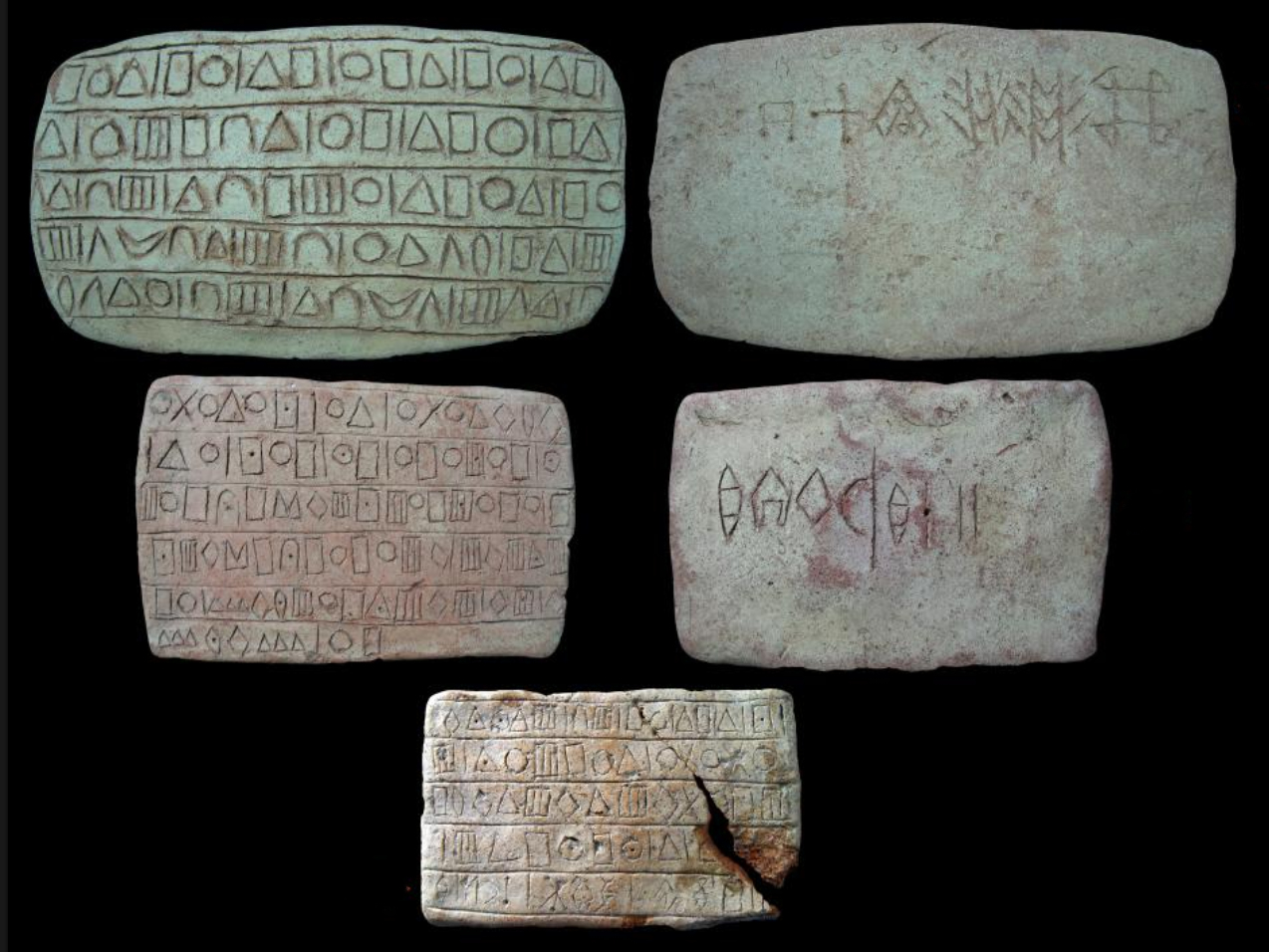
نمونه ای از خط‌های جیرفتی

دبیرهٔ جیرفت، کهن‌ترین خط یا دبیرهٔ جهان است که حتی کهن‌تر از خط سومری نیز می‌باشد. این دبیره در سنگ نوشته‌های مربوط به شهرنشینی جیرفت ایران یافت شده‌است. بر پایهٔ کاوش‌هایی که در کاوشگاه باستانی جیرفت انجام شد، برخلاف نگرش پیشین که سومریان مخترعان خط دانسته می‌شدند، ثابت شد که مردمان تمدن جیرفت ایران نخستین پدیدآورندگان خط (دبیره) در جهان بوده‌اند.
کارشناسان مختلف این خط را با نام‌های گوناگونی (شرقی، جیرفتی، هندسی، نیا ایرانی و…) نامیده‌اند.

## بررسی لوح‌های یافت شده
در ظاهر دو نوع یا شاید هم سه نوع نگارش در این محوطه یافت شده‌است. یکی همانی است که نگارش خطی ایلامی می‌خوانیم. دیگری حاوی علائمی به ظاهر کهن تر است و حالت سوم هم سه لوح چند سطری با اشکال هندسی یا آمیخته‌ای از هندسی و ایلامی یا آغاز ایلامی.
به گفته ریچارد سی فولتز، به گمان پژوهشگران، خط ایلامی باستان/نیا ایلامی از جیرفت سرچشمه گرفته‌است، جایی که سیستم نوشتاری ابتدا توسعه یافت و سپس در سراسر کشور گسترش یافته، و حتی به میان‌رودان رفت.
فرانسوا دسه، محققی که به تازگی خط ایلامی باستان را رمزگشایی کرده‌است؛ این خط را نیای خط ایلامی می‌داند و تاریخ به وجود آمدن این خط و تاریخ مکتوب ایران را به هزاره چهارم پیش از میلاد در ۳۵۰۰ سال پیش از میلاد می‌رساند و این خط را یکی از کهن‌ترین خطوط جهان در کنار خطوط میخی سومری و هیروگلیف مصری می‌داند.
آژیده مقدم، در مقاله ای که در آن، سعی در رمزگشایی این خطوط داشت، دبیره های نیاایلامی، ایلامی باستان و دبیره های مکشوفه در جیرفت را با یکدیگر مرتبط می‌داند.

## رمزنگاری خط
باستان شناسان و رمزنگاران هنوز موفق به خواندن سنگ نبشته‌ها و خط باستانی این تمدن نشده‌اند. اما از آنجایی که مشخص شده تمدن اَرَتَ از تمدن‌های ثروتمند بوده احتمال می‌رود مضمون کتیبه‌ها در رابطه با مسائل تجاری یا قوانین حکومتی این تمدن باشد. البته در سال‌های اخیر تلاش‌هایی برای رمزگشایی این خطوط مانند مقالاتی از فرانسوا دسه، جی.پی باسلو، متیو کرورن، سورنا فیروزی، مجتبی شهمیری، مسعود صیفی، ابوالفضل نادری و کتاب ارزشمند  آژیده مقدم، انجام شده‌است.
نظام نگارش هندسی لوح‌های کُنار صندل جنوبی در جیرفت؛ نظریهٔ «جدول مادر»
 مقدم آغازگر روشی از پژوهش در تاریخ مطالعات خطوط باستانی است که طی آن ساختمان بیرونی نظام نگارشی لوح‌های کُنار صندل جنوبی جیرفت در کنار مجموعه نشانه‌های خط ایلامی زنجیره ای در مقایسهٔ عمومی با ایلامی آغازین در یک نظام هندسی مورد بررسی قرار گرفت. این پژوهش در واقع تمامی نشانه‌های هندسی در دیگر خطوط کهن، چون سومری آغازین و خط درۀ سند و کرت را نیز شامل می‌شود. وی تأکید دارد که عنوان «هندسی» را نه صرفاً بر مبنای شکل نشانه‌ها، بلکه بنابر تحلیل روند شکل‌گیری آنها در یک نظام منسجم هندسی بر این خطوط نهاده‌است. این پژوهش را بنابر تحلیل‌های هوشمندانهٔ آن باید کلید بررسی شاخه‌های مهمی از نظامهای نگارش باستانی به ویژه با نشانه‌های هندسی دانست، همچنان که نوید دهندهٔ دستیابی به منشأ ساختمان خطوط میخی نیز محسوب می‌شود.
ایشان در مجموعه مطالعات خود در مورد لوحهای کُنار صندل جیرفت، بنیان هندسی نشانه‌های خطوط ایلامی آغازین و ایلامی زنجیره ای را مورد بررسی موشکافانه قرار داد. نتیجه این بررسی دستیابی به پیریخت این خطوط پیرامون دو شکل پایه‌ای «خط و نقطه» در طرحی نظام مند بود که وی آن را «جدول مادر» نامید. به نظر او خطوط ایلامی آغازین و زنجیره ای در اصل یک نظام نگارشی واحد بوده‌اند که نوع و تعداد نشانه‌ها در آنها در طول زمان دستخوش تحول شده‌است. مقدم منشأ خط میخی را نیز در همین نظام نگارشی جستجو کرد و آن را حاصل برگردان تصویر بر سطح در جدول مادر و شکست اجزای تشکیل دهندهٔ آن جهت تجسم دوباره با خطوط راست دانست. به نظر وی خط سوزنی وجهی کهن تر از همین روش با استفاده از نقطه به جای خط است.